# Neorumia gigantea
Neorumia gigantea är en fjärilsart som beskrevs av Bartlett-calvert 1893. Neorumia gigantea ingår i släktet Neorumia och familjen mätare. Inga underarter finns listade i Catalogue of Life.